# ФК Виторул
ФК Виторул је српски фудбалски клуб из Страже, Вршац и тренутно се такмичи у Општинској лиги Вршац - Бела Црква, шестом такмичарском нивоу српског фудбала.